# Schmelzkammerfeuerung
Die Schmelzkammerfeuerung, auch kurz Schmelzfeuerung genannt, ist eine Feuerung für Festbrennstoffe, bei der durch konstruktive Maßnahmen am Feuerungsraum so hohe Temperaturen erreicht werden, dass die Schlacke flüssig bleibt und so in den Entschlacker abgezogen werden kann.

## Beschreibung
Ein großes Problem beim Betrieb von feststoffgefeuerten Dampfkesseln ist die Verschmutzung der Heizflächen. Rückstände auf den Heizflächen (Schlacke) wirken isolierend und verschlechtern den Wärmedurchgang an das zu verdampfende Wasser. Je mehr der Kessel verschmutzt ist, umso kleiner wird seine Dampfleistung. Die Rauchgastemperaturen steigen an und somit verringert sich der Feuerungswirkungsgrad. Weiterhin können nachgeschaltete Heizflächen Schaden nehmen, wenn das Rauchgas an Überhitzern und Speisewasservorwärmern heißer ist als bei der wärmetechnischen Auslegung des Dampfkessels.
Um das Festbacken der Schlacke auf den Heizflächen zu verhindern, wird die Feuerraumtemperatur auf mindestens 1550 °C erhöht. Bei dieser Temperatur bleibt die Schlacke flüssig und kann aus dem Feuerraum abfließen. Technisch umgesetzt wurde das Konzept durch die Zyklonschmelzfeuerung, bei der Schlacketemperaturen bis ca. 1800 °C erreicht werden. Um solch hohe Temperaturen zu erreichen, wird der Feuerraum vom Rest des Kessels durch eine Verengung abgetrennt.
Jede Schmelzfeuerung besteht aus der Schmelzkammer, in der die Schlacke geschmolzen wird, und dem Kessel. Zu unterscheiden sind offene und geschlossene Schmelzkammern.
Die offene Schmelzkammer befindet sich meistens direkt unter dem Kessel, während die geschlossene Schmelzkammer durch eine Verengung vom Hauptkessel abgetrennt ist. Sie ist seitlich vom Hauptkessel (waagerechter Zyklon, U- und SU-Feuerung, VKW-Schmelzkammer etc.) angeordnet. Die Schmelzkammer hat in der Regel einen leicht geneigten Boden, damit die geschmolzene Schlacke gut aus der Kammer ablaufen kann. Sie fließt am tiefsten Punkt der Kammer in einen Schacht, der in ein Wasserbad (Nassentschlacker) mündet. Dort wird die Schlacke abgeschreckt und erstarrt als vielseitig verwendbares Granulat (z. B. Straßenbau).
Die geschlossene Schmelzkammer und der eigentliche Kessel sind stets durch einen Rost aus wassergekühlten Rohren, dem sogenannten Fangrost, abgetrennt. Dieser Rost soll letzte flüssige Schlacketeilchen aus dem Rauchgasstrom abfangen, bevor sie im Hauptkessel an die Heizflächen gelangen können. Der Fangrost bildet auch eine sogenannte Temperaturschwelle im Kessel. Hinter ihm soll die Verbrennung abgeschlossen sein. Aufgrund der hohen Temperaturen von weit über 1500 °C können ungekühlte Kesselstähle nicht eingesetzt werden, da diese schmelzen oder in Kürze verzundern würden. Der Fangrost besteht daher aus wassergekühlten Rohren.
Bei den hohen Temperaturen in der Schmelzkammer können keine ungeschützten wassergekühlten Rohrwände eingesetzt werden. Einerseits wäre die Wärmestromdichte zu hoch, so dass Filmsieden einsetzen könnte und auf der anderen Seite würde die Schlacke auf den wassergekühlten Rohren sofort erstarren.
Deshalb wird die Schmelzkammer mit einem temperaturbeständigen und isolierenden Schutzfilm ausgekleidet. Hierfür werden auf die Rohrwände Stifte aufgeschweißt, die in der Regel aus dem temperaturbeständigen Werkstoff Sicromal 12 (ein hochwarmfester, rostfreier Stahl) bestehen. Auf die so vorbereitete Fläche wird Stampfmasse aufgetragen, die sich an den Stiften verklammert. Die Stampfmasse besteht aus einer Siliziumverbindung (Siliziumkarbid und Chromerze) und ist bis über 1700 °C temperaturbeständig. Da in der Schmelzkammer trotz der isolierenden Stampfmasse noch ein hoher Wärmeübergang auftritt, gehören die Rohrwände zu dem Verdampferteil des Dampfkessels.

## Verschiedene Bauweisen
Zu unterscheiden sind eine Fülle von Bauarten. Die ersten beiden Bauarten der folgenden Beispiele sind offene Schmelzfeuerungen, die anderen Arten sind geschlossen. Die Mutter aller Schmelzfeuerungen ist der Schmelztrichter. Weiterhin gibt es den Zündtisch, die „U“- und „SU“-Schmelzkammer, die Schmelzkammer nach VKW, die Wirbelschmelzkammer und daraus resultierend die Zyklonschmelzfeuerung. Die Zyklonfeuerung wurde senkrecht (z. B. KSG, Dürr) und waagerecht (Babcock) gebaut.
Die Temperaturdifferenz zwischen Schlackenschmelzpunkt und Feuerraumtemperatur (Feuerraumtemperatur > Schmelztemperatur) nennt man die Länge der Schlacke. Ist die Temperaturdifferenz groß, spricht man von einer langen Schlacke, ist sie klein, redet man von einer kurzen Schlacke.
Aufgrund der hohen Temperaturen in der Schmelzkammer treten hier gehäuft Schäden an den drucktragenden Wandungen auf.

## Emissionsschutz
Der entscheidende Nachteil, weshalb Schmelzkammerfeuerungen nicht mehr errichtet werden, ist das Emissionsverhalten. Aufgrund der sehr hohen Temperaturen dissoziieren die mit der Verbrennungsluft eingebrachten Stickstoffmoleküle. Die dadurch gebildeten freien Stickstoffatome können mit freien Sauerstoffatomen zu Stickoxiden reagieren. Es werden die sogenannten thermischen Stickoxide gebildet, deren Bildungsrate bei den sehr hohen Temperaturen und den Verweilzeiten der Verbrennungsgase in der Schmelzkammer auch entsprechend hoch ist.
Mit modernen Rauchgas-Reinigungsanlagen, wie z. B. Entstickung durch selektive katalytische Reduktion, schafft man es, der hohen Stickoxid-Emissionen Herr zu werden. Natürlich entsteht bei der Verbrennung auch ein beachtlicher Teil an Schwefeldioxid, der aber immer vom Schwefelgehalt der Kohle abhängt. Das Schwefeldioxid entfernt man durch Rauchgasentschwefelung (REA) größtenteils aus dem Abgas.

## Besonderheiten
Die erste Schmelzkammerfeuerung Deutschlands wurde 1932 im Cuno-Kraftwerk in Herdecke in Betrieb genommen.